# 2239 Paracelsus
2239 Paracelsus este un asteroid din centura principală, descoperit pe 13 septembrie 1978 de Paul Wild.